# 300 North Meridian
300 North Meridian – wieżowiec w Indianapolis w stanie Indiana o wysokości 124 metrów. Jego budowa rozpoczęła się w 1987 roku i została sfinansowana przez Browning Investments, a skończona w 1989 roku. 300 North Meridian to obecnie piąty pod względem wielkości wieżowiec w Indianapolis. Budynek pełni funkcje biura. Posiada 27 kondygnacji.